# Otemanu
De Otemanu is het hoogste punt en de vulkaan waar het eiland Bora Bora in Frans-Polynesië voor het grootste deel uit bestaat.
De Otemanu is een uitgedoofde vulkaan. De Otemanu is circa 727 meter hoog.

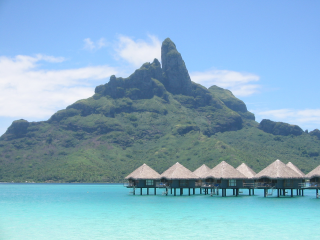
Het eiland Bora Bora met de Otemanu als hoogste piek